# Felix Nussbaum (Theaterstück)
Felix Nussbaum ist der Titel eines Theaterstücks über den in Osnabrück geborenen Maler Felix Nussbaum vom Autor und Dramaturgen Christoph Klimke, das 2010 von Johann Kresnik als choreografisches Theater in Osnabrück inszeniert wurde. Das Theaterstück erzählt in 19 Rückblenden Nussbaums Leben ausgehend von seinem Todesort, dem KZ Auschwitz-Birkenau. Wiedergegebene Stationen seines Lebens sind u. a.: das Leben mit seiner Frau, der Malerin Felka Platek, das Exil in Belgien, die Inhaftierung im französischen Internierungslager „Saint Cyprien“ (offiziell Camp de concentration de Saint-Cyprien). Einige Texte geben Zitate wieder, andere Szenen sind nachempfunden und andere künstlerische Interpretation. Das Stück endet in der Gaskammer.
Kresnik zeigt mit Absicht auch Szenen körperlicher Gewalt und Nacktheit, die schockieren können und sollen. Es beginnt bereits im Proszenium mit dem "Lambeth Walk" der Nazi-Schergen, der sich als Notenblatt auf dem letzten Bild Nussbaum findet. 
Felix Nussbaum (* 11. Dezember 1904 in Osnabrück; † 2. August 1944 in Auschwitz-Birkenau) war ein Maler, der heute der Neuen Sachlichkeit zugeordnet wird. Er wurde wegen seiner Zugehörigkeit zum Judentum durch die NSDAP verfolgt. In seiner Heimatstadt Osnabrück gibt es seit 1998 ein Nussbaum gewidmetes Museum.

## Zur Inszenierung
Bei der Inszenierung 2010 im Theater am Domhof, Osnabrück, waren Matthias Walter (Felix Nussbaum), Andrea Casabianchi (Felka Nussbaum), Steffen Gangloff (SS-Mann) und Laurenz Leky (Journalist/SS-Mann/Rudolf Höß) die Darstellenden.
Regie, Choreografie und Bühne: Johann Kresnik
Kostüme: Erika Landertinger
Musik: James Reynolds
Die Premiere fand am 30. Januar 2010 statt

## Rezensionen
- Stuttgarter Nachrichten (Memento vom 6. Februar 2010 im Internet Archive) (2. Februar 2010)
- nachtkritik.de, 30. Januar 2010
- Westfälische Nachrichten (4. Februar 2010)